# Gerland (Lyon)

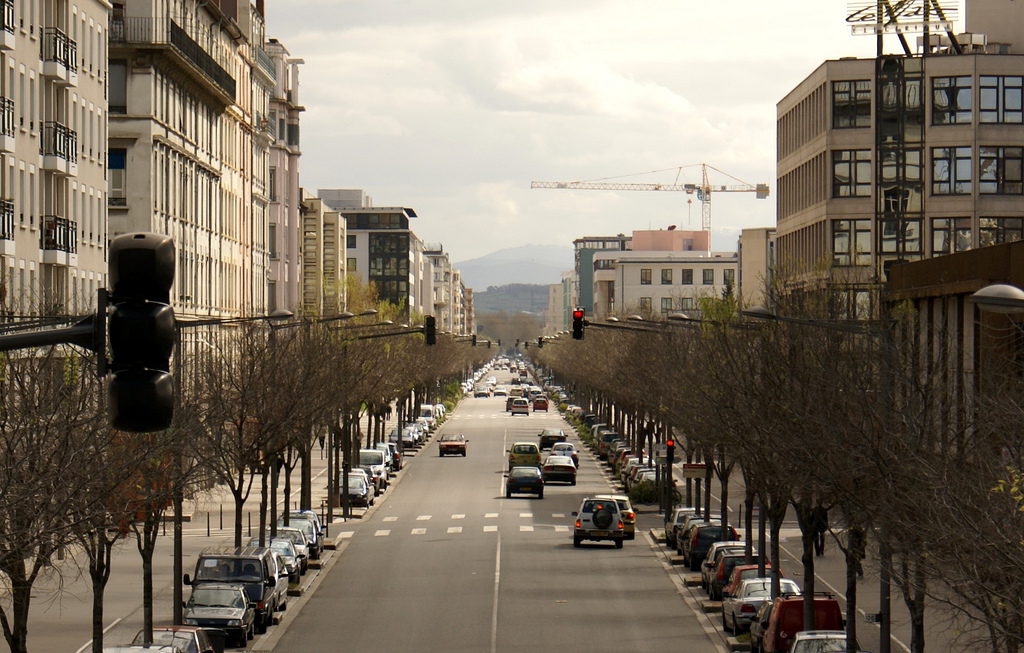
De Avenue Jean Jaurès in Gerland, richting het zuiden

Gerland is een wijk in het 7e arrondissement van de Franse stad Lyon. Het ligt in het zuiden van de stad, op de linkeroever van de Rhône, en grenst aan de binnenhaven aan deze rivier. Belangrijke punten in deze wijk zijn het Stade de Gerland, het stadion van Olympique Lyon, en de Halle Tony Garnier, de belangrijkste concert- en evenementenzaal van de stad. 
In het begin van de 19e eeuw begint het gebied waar tegenwoordig Gerland ligt, en dat dan nog deel uitmaakt van de gemeente La Guillotière-Les Brotteaux, bebouwd te raken. Door de nabijheid van zowel de stad Lyon als de spoortlijn Parijs - Marseille, en door de lage grondprijzen door de vele overstromingen, is het vooral in trek bij industriëlen, om hun fabriek neer te zetten. Al in 1804 wordt er een zoutzuurfabriek neergezet. Tussen 1840 en 1844 wordt er een fort gebouwd, het fort de la vitiolerie, dat in 1904 weer afgebroken wordt. In 1852 wordt de gemeente La Guillotière - Les Brotteaux, en daarmee Gerland, officieel deel van Lyon. Aanvankelijk maakt de wijk nog deel uit van het 3e arrondissement, dat in 1867 wordt gesplitst waarbij Gerland bij het 7e arrondissement in wordt gedeeld. 
Tegenwoordig is het een wijk in volle ontwikkeling. In de tweede helft van de 20e eeuw heeft veel van de industrie definitief plaats moeten maken voor onder anderen woningbouw, onderwijsinstellingen en kantoren. De wijk is verbonden met La Part-Dieu en de rest van de stad door middel van lijn B van de metro van Lyon. De stations Jean Macé, Place Jean Jaurès, Debourg en Stade de Gerland van deze lijn bevinden zich in de wijk. 